# Lijst van afleveringen van Dragnet 1967
Dit is een lijst met afleveringen van de Amerikaanse televisieserie Dragnet (1967). De serie telt 4 seizoenen. Een overzicht van alle afleveringen is hieronder te vinden.

## Seizoen 1
| Nr. | Titel aflevering          | Uitzenddatum VS  |
| --- | ------------------------- | ---------------- |
| 1   | The LSD Story             | 12 januari 1967  |
| 2   | The Big Explosion         | 19 januari 1967  |
| 3   | The Kidnapping            | 26 januari 1967  |
| 4   | The Interrogation         | 9 februari 1967  |
| 5   | The Masked Bandits        | 16 februari 1967 |
| 6   | The Bank Examiner Swindle | 23 februari 1967 |
| 7   | The Hammer                | 2 maart 1967     |
| 8   | The Candy Store Robberies | 9 maart 1967     |
| 9   | The Fur Job               | 16 maart 1967    |
| 10  | The Jade Story            | 23 maart 1967    |
| 11  | The Shooting              | 30 maart 1967    |
| 12  | The Hit-and-Run Driver    | 6 april 1967     |
| 13  | The Bookie                | 13 april 1967    |
| 14  | The Subscription Racket   | 20 april 1967    |
| 15  | The Gun                   | 27 april 1967    |
| 16  | The Big Kids              | 4 mei 1967       |
| 17  | The Bullet                | 11 mei 1967      |

## Seizoen 2
| Nr. | Titel aflevering        | Uitzenddatum VS   |
| --- | ----------------------- | ----------------- |
| 1   | The Grenade             | 14 september 1967 |
| 2   | The Shooting Board      | 21 september 1967 |
| 3   | The Badge Racket        | 26 september 1967 |
| 4   | The Bank Jobs           | 5 oktober 1967    |
| 5   | The Big Neighbor        | 12 oktober 1967   |
| 6   | The Big Frustration     | 19 oktober 1967   |
| 7   | The Senior Citizen      | 26 oktober 1967   |
| 8   | The Big High            | 2 november 1967   |
| 9   | The Big Ad              | 9 november 1967   |
| 10  | The Missing Realtor     | 16 november 1967  |
| 11  | The Big Dog             | 23 november 1967  |
| 12  | The Pyramid Swindle     | 30 november 1967  |
| 13  | The Phony Police Racket | 7 december 1967   |
| 14  | The Trial Board         | 14 december 1967  |
| 15  | The Christmas Story     | 21 december 1967  |
| 16  | The Big Shipment        | 28 december 1967  |
| 17  | The Big Search          | 4 januari 1968    |
| 19  | The Big Amateur         | 25 januari 1968   |
| 20  | The Starlet             | 1 februari 1968   |
| 21  | The Big Clan            | 8 februari 1968   |
| 22  | The Little Victim       | 15 februari 1968  |
| 23  | The Squeeze             | 22 februari 1969  |
| 24  | The Suicide Attempt     | 29 februari 1968  |
| 25  | The Big Departure       | 7 maart 1968      |
| 26  | The Investigation       | 14 maart 1968     |
| 27  | The Big Gambler         | 21 maart 1968     |
| 28  | The Big Problem         | 28 maart 1968     |
| 29  | The Joy Riders          | 13 februari 1969  |

## Seizoen 3
| Nr. | Titel aflevering            | Uitzenddatum VS   |
| --- | --------------------------- | ----------------- |
| 1   | Public Affairs - DR-07      | 19 september 1968 |
| 2   | Juvenile - DR-05            | 26 september 1968 |
| 3   | Community Relations - DR-10 | 3 oktober 1968    |
| 4   | Management Services - DR-11 | 10 oktober 1968   |
| 5   | Police Commission - DR-13   | 17 oktober 1968   |
| 6   | Homicide - DR-06            | 24 oktober 1968   |
| 7   | Robbery - DR-15             | 7 november 1968   |
| 8   | Public Affairs - DR-12      | 14 november 1968  |
| 9   | Training - DR-18            | 21 november 1968  |
| 10  | Public Affairs - DR-14      | 28 november 1968  |
| 11  | Narcotics - DR-16           | 5 december 1968   |
| 12  | Internal Affairs - DR-20    | 12 december 1968  |
| 13  | Community Relations - DR-17 | 2 januari 1969    |
| 14  | Homicide - DR-22            | 9 januari 1969    |
| 15  | B.O.D. - DR-27              | 23 januari 1969   |
| 16  | Narcotics - DR-21           | 30 januari 1969   |
| 17  | Administrative Vice - DR-29 | 6 februari 1969   |
| 18  | Frauds - DR-28              | 20 februari 1969  |
| 19  | Juvenile Division - DR-19   | 27 februari 1969  |
| 20  | Burglary - DR-31            | 6 maart 1969      |
| 21  | Vice - DR-30                | 13 maart 1969     |
| 22  | Forgery - DR-33             | 27 maart 1969     |
| 23  | Juvenile - DR-32            | 27 maart 1969     |
| 24  | Juvenile - DR-35            | 3 april 1969      |
| 25  | Frauds - DR-36              | 10 april 1969     |
| 26  | Intelligence - DR-34        | 17 april 1969     |

## Seizoen 4
| Nr. | Titel aflevering                | Uitzenddatum VS   |
| --- | ------------------------------- | ----------------- |
| 1   | Personnel - The Shooting        | 18 september 1969 |
| 2   | Homicide - The Student          | 25 september 1969 |
| 3   | S.I.U. - The Ring               | 2 oktober 1969    |
| 4   | D.H.Q. - Medical                | 9 oktober 1969    |
| 5   | Burglary - Mister               | 16 oktober 1969   |
| 6   | Juvenile - The Little Pusher    | 23 oktober 1969   |
| 7   | Homicide - Cigarette Butt       | 30 oktober 1969   |
| 8   | D.H.Q. - Missing Person         | 13 november 1969  |
| 9   | Burglary Auto - Courtroom       | 20 november 1969  |
| 10  | Internal Affairs - Parolee      | 27 november 1969  |
| 11  | Burglary Auto - Juvenile Genius | 4 december 1969   |
| 12  | Bunco - $9,000                  | 11 december 1969  |
| 13  | Narcotics - Missing Hype        | 8 januari 1970    |
| 14  | Burglary - Helpful Woman        | 22 januari 1970   |
| 15  | Homicide - Who Killed Who?      | 29 januari 1970   |
| 16  | Burglary - The Son              | 5 februari 1970   |
| 17  | A.I.D. - The Weekend            | 12 februari 1970  |
| 18  | Narco - Pill Maker              | 19 februari 1970  |
| 19  | Burglary - The Dognappers       | 26 februari 1970  |
| 20  | Missing Persons - The Body      | 5 maart 1970      |
| 21  | Forgery - The Ranger            | 12 maart 1970     |
| 22  | D.H.Q. - Night School           | 19 maart 1970     |
| 23  | I.A.D. - The Receipt            | 26 maart 1970     |
| 24  | Robbery - The Harassing Wife    | 2 april 1970      |
| 25  | Burglary - Baseball             | 9 april 1970      |
| 26  | D.H.Q. - The Victims            | 16 april 1970     |